# Politisches System Eswatinis

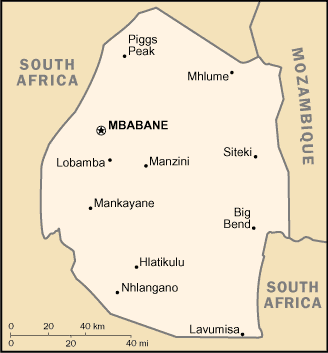
Karte Eswatinis

Das politische System Eswatinis (bis 2018 Swasiland) wird von der Position des absolut regierenden Königs – seit 1986 Mswati III. – dominiert. Die gegenwärtige Verfassung Eswatinis gilt seit 2005. Sie berücksichtigt zahlreiche eswatinische Traditionen.

## Verfassung
Die gültige Verfassung wurde am 4. Oktober 2004 beschlossen und 2005 eingeführt. Der frühere König Sobhuza II. hatte die 1968 zur Unabhängigkeit nach britischem Vorbild geschaffene Verfassung per Proklamation außer Kraft gesetzt. Die Verfassung von 2004 garantiert gemäß Text die Einhaltung der Menschenrechte. Sie bezeichnet das Land als demokratisch, sichert aber gleichzeitig die absolute Vormachtstellung des Königs.

## Exekutive

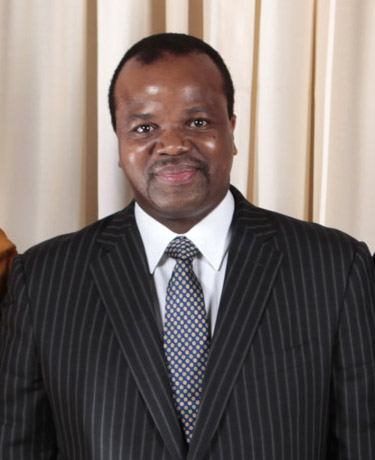
König Mswati III. (2009)

Staatsoberhaupt ist der König (englisch King bzw. Ngwenyama, „Löwe“), seine Stellvertreterin die Ndlovukazi („Elefantin“), üblicherweise seine Mutter, möglicherweise aber auch eine andere weibliche Verwandte. Seit 1986 ist dies Ntombi, Mswatis Mutter. Die Königsfamilie residiert in Lobamba, das zwischen den beiden größten Orten des Landes liegt.
Ein König kann erst gekrönt werden, wenn er die traditionelle Stellung des iNgwenyama erworben hat. Folglich wird er in der Verfassung als King and iNgwenyama bezeichnet. Er ist zugleich Oberkommandierer (Commander-in-Chief) der Umbutfo Eswatini Defence Force, des Police Service und der Correctional Services, also von Armee, Polizei und Gefängnisverwaltung. Kein vom Parlament beschlossenes Gesetz kann ohne Zustimmung des Königs in Kraft treten.
Der Umntfwana ist der Kronprinz, der frühestens im Alter von 18 Jahren Ngwenyana werden darf.
Der Umntfwanenkhosi Lombhula, etwa „Oberster Prinz“, ist der Stellvertreter der Ndlovukazi.
Der König und die Ndlovukazi werden von den Ligunqa und Liqoqo beraten (siehe unten).

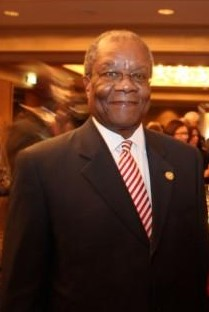
Barnabas Sibusiso Dlamini (Premierminister 1996 – 2003 und 2008 – 2018)

Der König kann das Parlament auflösen. Der König ernennt auf Rat des Liqoqo den Premierminister, dessen Sitz die Hauptstadt Mbabane ist. Der Premierminister führt das Kabinett. Von 2018 bis 2020 war dies Ambrose Dlamini. Fast alle Premierminister in der Geschichte des Landes entstammen dem königlichen Haus Dlamini. Premierminister und Minister dürfen höchstens zwei Amtszeiten regieren. Der Attorney-General gehört zum Kabinett.

## Legislative
Das Parlament besteht aus zwei Kammern, die ebenfalls in Lobamba ansässig sind. Die Legislaturperiode beträgt jeweils fünf Jahre. Der Senat besteht aus bis zu 31 Mitgliedern, von denen 20 vom König und zehn vom House of Assembly ernannt werden. Mindestens fünf der vom König und mindestens acht der vom House of Assembly ernannten Senatoren sollen laut Verfassung Frauen sein. Der Senat wird vom President geleitet. Bestimmte Gesetze müssen vom Senat gebilligt werden, um in Kraft treten zu können.
Das House of Assembly hat maximal 76 Mitglieder, von denen maximal 60 in tinkhundla vom Volk gewählt werden und bis zu zehn vom König ernannt werden. Dabei sollen Randgruppen berücksichtigt werden. Falls der Frauenanteil unter 30 % liegt, werden vier zusätzliche Frauen aus den vier Regionen vom Parlament gewählt. Ein weiteres Mitglied ist der Attorney-General, der aber kein Stimmrecht hat. Bei den Wahlen 2013 gab es 55 tinkhundla, vor den Wahlen 2018 wurde die Zahl auf 59 erhöht. Der Speaker leitet die Parlamentssitzungen. 
Die Wahlen finden in zwei Schritten statt: In den zahlreichen Chiefdoms (imiphakatsi, Singular umphakatsi) stellen sich Personen als Unabhängige zur Wahl. Alle Sieger dieser Abstimmungen kandidieren dann in den Wahlkreisen, tinkhundla. Die Person mit der höchsten Stimmenzahl wird schließlich Abgeordneter im House of Assembly, wo es mangels Parteilisten keine Fraktionen gibt. Politische Parteien sind seit 1973 verboten; seit 2005 ist ihr Status unklar; in der Verfassung werden sie nicht erwähnt. Zu den oppositionellen Parteien gehören das People’s United Democratic Movement (PUDEMO), der Ngwane National Liberatory Congress (NNLC) und die Communist Party of Swaziland. Bei den Wahlen 2013 wurden fast alle Minister abgewählt.
In der Praxis stehen viele der Prinzen und andere Angehörige aus königlichem Haus in verschiedenen Chiefdoms an der Spitze, oft dort, wo die Mutter herkam. Sie bilden dann die Kandidaten in den Wahllisten der Tinkhundla und werden so zu Mitgliedern des House of Assembly gewählt. Auf diese Weise besteht nicht nur bei den ernannten, sondern auch bei den gewählten Vertretern im House of Assembly ein Einfluss des Königshauses.

## Judikative
Der König als Oberhaupt von Exekutive, Legislative und Judikative genießt Immunität.
Das Justizwesen ist laut Verfassung unabhängig vom Königshaus. Oberster Gerichtshof ist der Supreme Court, darunter steht der High Court. Beide werden vom Chief Justice geleitet. Das Rechtssystem entspricht ähnlich wie in Südafrika und Lesotho dem Roman-Dutch Law. Darunter gibt es lokale Gerichte, teils mit traditioneller Rechtsprechung.

## Weitere von der Verfassung vorgegebene Gremien und Amtsträger auf nationaler Ebene
- Der Attorney-General ist der oberste Rechtsberater der Regierung. Er wird vom König ernannt, auf Rat des Justizministers, nach Konsultation mit der Judicial Service Commission.
- Der Secretary of Cabinet leitet den öffentlichen Dienst. Er wird ebenfalls vom König – auf Rat des Premierministers nach Empfehlung der Civil Service Commission ernannt.
- Die Elections and Boundary Commission besteht aus fünf Personen, leitet die Durchführung von Wahlen und kann die Grenzen der tinkhundla ändern.
- Der Auditor-General ist der oberste Rechnungsprüfer des Staates.
- Der Director of Public Prosecutions ist der oberste Staatsanwalt.[1]

## Kommunale Ebene

Regionen in Eswatini

Jede Inkhundla (Plural: Tinkhundla) wird von einem indvuna und dem Bucopho bzw. Exekutivkomitee geleitet.
Das Land ist in vier Verwaltungseinheiten bzw. Regionen regions aufgeteilt, die jeweils von einem Regional Administrator geführt werden, der vom König auf Rat des Ministers für tinkhundla ernannt wird. Ihm zur Seite steht das Regional Council, das aus Mitgliedern der jeweiligen Bucopho gebildet wird.

## Traditionelle in der Verfassung festgelegte Positionen
- iNgwanyama oder Ngwanyama – der König
- iNdlovukazi oder Ndlovukazi – üblicherweise die Königinmutter
- Ligunqa – mehrere Verwandte des Königs von der väterlichen Seite (Bantfwabenkhosi oder Princes of the Realm), beraten den König
- Liqoqo – Gruppe von Ratgebern des Königs, darunter neben Verwandten auch „verdiente“ Personen, die nicht zur Königsfamilie gehören; Liqoqo steht unterhalb von Ligunqa
- Sibaya, auch Swazi National Council – Versammlung der Tikhulu und der jeweils anwesenden erwachsenen Staatsbürger vor der Residenz der Ndlovukazi
- Tikhulu, auch Chiefs – die örtlichen traditionellen Herrscher
- Tindvuna, auch Royal Governors – verantwortlich für die Regimenter und die königlichen Wohnsitze; die Mitgliedschaft kann vererbt oder verliehen werden
- Umntfwanenkhosi Lombhula – der Stellvertreter der Ndlovukazi[1]

## Weitere Gremien
- Das Council of Chiefs, bestehend aus zwölf Chiefs aus allen vier Regionen, wird rotierend durch den König benannt und berät ihn in Fragen der traditionellen Herrscher und traditionellen Sitten.[1]

## Mitgliedschaften
Eswatini ist unter anderem Mitglied der Vereinten Nationen, der Afrikanischen Union, des Commonwealth of Nations und der Southern African Development Community.

## Menschenrechte
Auch wenn die Menschenrechte von der Verfassung garantiert werden, ist die freie Willensbildung stark eingeschränkt. Insbesondere sind keine Parteien im Parlament zugelassen. Auch die Arbeit der Gewerkschaften war stark eingeschränkt und wurde 2014 zeitweise ganz untersagt. Amnesty International kritisierte, dass der Sedition and Subversive Activities Act von 1938 und der Suppression of Terrorism Act von 2008 der Verfassung widersprächen. Gegen eine gleichlautende Entscheidung des High Court legte die Regierung Swasilands Widerspruch ein. Auch die Verschärfung der Public Order Bill No. 8, die vor allem spontane Versammlungen einschränken soll, wird beanstandet. Die Vereinigten Staaten übten wirtschaftlichen Druck aus, so dass die Gesetze zumindest abgemildert wurden.
Auch der Schutz vor Folter wird als mangelhaft gesehen, da eine Nichtanwendung von Folter gesetzlich nicht festgelegt sei. Der Polizei würden weitreichende Vollmachten zur Anwendung tödlicher Gewalt eingeräumt. Ein 2009 beschlossenes Gesetz zum Schutz von Frauen vor häuslicher Gewalt trat bisher nicht in Kraft.
Ferner wird die ungleiche Verteilung des Reichtums zugunsten des Königs kritisiert.